# Can Coll (Badalona)
Can Coll és una masia del barri de Canyet de Badalona dedicada a la producció de vi.
Es troba entre la riera de Canyet i la carretera de Montcada i Reixac, vora la Torre Codina. La masia està formada per un cos central, on hi ha l'habitatge, que consta de planta baixa i pis. Als baixos hi ha el rebedor, una cuina amb llar de foc, un antic estable i un celler amb setze botes. Al pis hi ha quatre habitacions i un bany. A la façana hi ha un rellotge de sol. Al costat del cos principal hi ha la sala de cups, on es conserven unes premses antigues i també hi material per a l'elaboració del vi. A l'exterior hi ha algunes naus, un cobert i l'antic safareig.
En origen va ser la casa dels guardes de la Torre Codina i de la seva finca, a més d'utilitzar-se com a trull, on s'emmagatzemava el gra produït per la torre. La part més antiga de la casa correspondria a aquest trull, que seria de la mateixa època que la torre, és a dir del segle XVI. Tanmateix, el seu aspecte és fruit d'una profunda reforma de 1930, quan la va adquirir Josep Coll Llavoré, membre d'una família de pagesos d'origen teianenc instal·lats a Canyet al segle XIX, que va edificar la casa, el porxo i el celler. Coll també va orientar l'explotació agrícola a la vinya. Malgrat ser una explotació de vinya, durant alguns anys també va tenir una important producció de cebes, que es venia al Vallès.
Amb la mort del fill del Josep Coll el 1992, es van abandonar progressivament els ceps, atès que el nou propietari, Josep Coll, treballava fora de Badalona com a enginyer agrònom. El 2004 es va decidir reprendre l'explotació i es van plantar nous ceps. El 2010 va haver la primera producció embotellada i van enregistrar la marca de vi Orígens i van començar a comercialitzar-lo. El 2014, aquest vi produït amb raïm de la finca de Can Coll va obtenir la Denominació d'Origen Alella.